# Ben Williams (Leichtathlet)
Benjamin Williams (* 25. Januar 1992 in Stoke-on-Trent) ist ein britischer Leichtathlet, der sich auf den Dreisprung spezialisiert hat.

## Sportliche Laufbahn
Erste internationale Erfahrungen sammelte Ben Williams im Jahr 2008, als er bei den Commonwealth Youth Games in Pune mit einer Weite von 15,41 m die Silbermedaille im Dreisprung gewann. Im Jahr darauf siegte er mit 15,91 m bei den Jugendweltmeisterschaften in Brixen und schied anschließend bei den Junioreneuropameisterschaften in Novi Sad mit 14,92 m in der Qualifikationsrunde aus. 2010 gelangte er bei den Juniorenweltmeisterschaften in Moncton mit 15,42 m auf Rang elf und 2013 begann er ein Studium an der University of Louisville in den Vereinigten Staaten. 2019 startete er bei den Weltmeisterschaften in Doha und schied dort mit 16,77 m in der Qualifikationsrunde aus. 2021 nahm er an den Olympischen Sommerspielen in Tokio teil, verpasste aber auch dort mit 16,30 m den Finaleinzug. Im Jahr darauf siegte er mit 16,31 m beim AtletiCAGenève und kam anschließend bei den Weltmeisterschaften in Eugene mit 15,98 m nicht über die Vorrunde hinaus. Daraufhin klassierte er sich bei den Commonwealth Games in Birmingham mit 16,03 m auf dem achten Platz und wurde dann bei den Europameisterschaften in München mit 16,66 m Sechster.
In den Jahren 2017 und 2019 sowie 2021 und 2022 wurde Williams britischer Meister im Dreisprung im Freien sowie 2011 in der Halle.

## Persönliche Bestleistungen
- Dreisprung: 17,27 m (+1,1 m/s), 25. August 2019 in Birmingham
  - Dreisprung (Halle): 16,55 m, 6. Februar 2015 in Blacksburg